# 西安銀行
西安银行股份有限公司（旧称“西安城市合作银行”、“西安市商业银行”；上交所：600928，简称：西安银行）是由西安市人民政府控股的地方性股份制商业银行。它是经中国人民银行批准，在原“城市信用社”的基础上，由西安市财政局、以及566家法人股东和13，346名个人股东共同发起成立的；总部设在西安。西安银行发展速度稳步提升，截止2018年年末，西安银行下设8家分行、176家营业网点，控股2家村镇银行。西安银行本外币存款余额1559.77亿元；各项贷款1327.03亿元，总资产2434.90亿元。经营效率和盈利能力继续保持同业先进水平，实现税后净利润23.65亿元，营业总收入59.76亿。

## 历史沿革
- 1997年5月，根据国务院《关于组建城市合作银行的通知》和中国人民银行的有关要求，在原42家“城市信用社”的基础上，合并组建了“西安城市合作银行”；发起股东投入的股本为4.13亿元人民币。
- 2000年，原“西安城市合作银行”更名为“西安市商业银行”。
- 2004年10月，国际金融公司和加拿大丰业银行注资“西商行”，并分别享有该行2.5%的股份。
- 2010年9月，更名为“西安银行”。

### 主要股东
- 加拿大豐業銀行17.99%
- 大唐西市文化產業投資集團有限公司14.17%
- 西安投資控股有限公司13.83%
- 中國煙草總公司陝西省公司13.5%

### 公司机构
西安银行以股东大会、董事会、高级管理层、监事会为主体构成公司的基本架构：
- 股东大会，由权体股东组成。
- 董事会，由15名董事组成，其中有3名独立董事。董事会下设“关联交易控制委员会”、“风险管理委员会”、“提名与薪酬委员会”和“战略委员会”；各专门委员会根据董事会的授权就专业事项进行决策或向董事会提供意见。
- 高级管理层，由1名行长、4名副行长组成；并实行董事会领导下的行长负责制。
- 监事会，由9名监事组成，其中包括2名外部监事和3名职工监事。监事会下设“审计委员会”和“提名委员会”，由外部监事担任负责人。

### 历任行长
1. 冯瑞渝 （1995年—1999年）
2. 尹健宏 （1999年—2005年）
3. 王西省 （2005年—2007年）
4. 郭  军 （2007年— ）

## 发展现状
西安商行财务重组进行时以上市为目标，西商行致力于西安地方经济建设与发展，扶植地方中小、民营科技企业的发展，还计划实施跨区域经营的战略思想。随着浙商银行、北京银行等多家城市商业银行进入西安后，西商行也确立了实施零售银行的战略，试图确保自己在本地零售业务市场的相对优势；还推出了电话银行“96779”和“福瑞卡”。
陕西省人民政府曾希望通过整合省内的三家城市商业银行（即，西安市商业银行、宝鸡市商业银行、咸阳市商业银行），成立一家省级法人的商业银行；并首次于2007年下发的《陕西省“十一五”金融业发展专项规划》的文件中，提出了这个愿景。但由于西商行的股东结构复杂，之间利益难以协调，致使整合计划最终放弃。陕西省政府于2009年7月，在原宝鸡市商业银行、咸阳市商业银行、榆林城市信用社、渭南城市信用社和汉中城市信用社的基础上，组建了长安银行，总部也设在西安，成为西商行的主要竞争对手。
截止2014年年末，西安银行拥有榆林分行、宝鸡分行、咸阳分行和渭南分行4家异地分行，10家区域支行，11家直属支行，共124个营业网点，110个自助银行。西安银行本外币存款余额1119.75亿元；各项贷款723.96亿元，总资产1512.82亿元。经营效率和盈利能力继续保持同业先进水平，实现税后净利润18.1亿元，中间业务收入3.84亿元。资产质量持续优化，监管评价全面提升。不良贷款0.78%，资产质量保持稳定。国内外排名进一步上升，荣膺中国《银行家》杂志“2012年度资产1000亿以上城商行竞争力排名”第5名，在英国《银行家》杂志世界1000银行榜单中上升42名位列第632名，被市政府授予“支持西安经济发展突出贡献金融机构”。  

### 主营业务
- 吸收公众存款；
- 发放短期、中期和长期贷款；
- 办理国内结算；
- 办理票据贴现；
- 发行金融债券；
- 代理发行、代理兑付、承销政府债券；
- 从事同业拆借；
- 提供信用证服务及担保；
- 代理收付款项及代理保险；
- 提供保管箱；
- 为地方财政信用周转使用资金的委托贷款；
- 提供金融咨询服务，等。

### 竞争对手
- 长安银行
- 秦农银行